# Qupanuk Olsen
Qupanuk Olsen (geb. Egede; * 6. Mai 1985 in Qaqortoq) ist eine grönländische Influencerin und Politikerin (Naleraq).

## Leben
Qupanuk Olsen ist die Tochter des Politikers Kaj Egede (1951–2013). Damit ist sie eine Enkelin des Landesrats Erik Egede (1923–1967), eine Urenkelin des Missionars Julius Olsen (1887–1972) und eine Cousine des grönländischen Regierungschefs Múte B. Egede (* 1987). Sie wuchs in Qaqortoq bei ihrem Vater und ihrer Stiefmutter Karen auf, nachdem ihre Mutter an Krebs erkrankt war, als sie drei Jahre alt war. Sie wollte eigentlich Elektrikerin werden, wurde aber von ihren Eltern gezwungen, eine Gymnasialausbildung wahrzunehmen, die sie 2004 beendete. Anschließend begann sie ein Studium in Architektur und Design an der Universität Aalborg, das sie nach drei Semestern abbrach. Stattdessen trat sie der dänischen Marine bei. Nach anderthalb Jahren begann sie ein Studium als Bauingenieurin an der Universität Aarhus und studierte anschließend Zivil- und Bergbauingenieurwesen an der Western Australian School of Mines.
Qupanuk Olsen ist die erfolgreichste Influencerin Grönlands und betreibt den YouTube-Kanal Q's Greenland. Dort vermittelt sie international die grönländische Kultur und hat Stand März 2025 knapp 500.000 Abonnenten.
Sie kandidierte bei der Parlamentswahl in Grönland 2025 für die Naleraq und zog mit 202 Stimmen in das Inatsisartut ein.
Qupanuk Olsen ist verheiratet und hat vier Kinder.